# Progesterone 5alfa-reduttasi
La progesterone 5alfa-reduttasi è un enzima appartenente alla classe delle ossidoreduttasi, che catalizza la seguente reazione:
5α-pregnan-3,20-dione + NADP+ ⇄ progesterone + NADPH + H+
Il testosterone ed il 20α-idrossi-4-pregn-3-one possono agire al posto del progesterone.